# Ujazd (województwo zachodniopomorskie)
Ujazd (do 1945 niem. Wilhelmshöhe) – osada w północnej Polsce, położona w województwie zachodniopomorskim, w powiecie koszalińskim, w gminie Bobolice. Ujazd wchodzi w skład sołectwa "Chmielno".
W latach 1950–1998 miejscowość położona była w województwie koszalińskim.
We osadzie znajduje się zabytkowy park dworski z alejami dojazdowymi z XIX wieku, pozostałość po dworze.
Przylegająca do południowo-wschodniej części wsi, dolina dopływu Trzebiegoszczy została objęta obszarem ochrony siedlisk "Dorzecze Parsęty".